# ハンガリー軍事情報局
ハンガリー軍事情報局（ハンガリーぐんじじょうほうきょく、ハンガリー語：Katonai Felderítő Hivatal、略称：KFH）は、ハンガリー国防軍の諜報機関。軍事情報の収集・分析を担当する。

## 組織
KFH長官
副長官
副長官（作戦担当）
- HUMINT局
- SIGINT局
- 分析・評価局
- 兵站局
- 人的資源局
- 保安総部
- 調整・協力総部
- 会計総部
- 長官事務局

## 歴代長官
- Madarász Károly少将（2007年1月1日 - ）

## 関連事項
- NBH（国家保安庁） - 文民諜報機関